# Tour Caetani
La tour dei Caetani est une tour médiévale de Rome, située sur l'île du Tibre, à la sortie du pont des Quatre Chefs. Elle est aussi appelée la « torre della Pulzella », par une sculpture d'un visage de femme insérée dans la maçonnerie de la tour.

## Histoire et description
La tour est mentionnée dans des documents du XIIe siècle comme appartenant à la famille des Pierleoni, qui avait fait de l'île une importante fortification. À travers les luttes, l'aristocratie y a trouvé refuge, notamment le pape Victor III en 1078 , et le pape Urbain II en 1088.
Par la suite, le complexe est devenu la propriété de la famille Caetani (en), qui l'a transformée en une somptueuse résidence. La famille a déménagé ailleurs au XVIe siècle, en raison des dommages causés par les inondations du Tibre. À partir de 1638 le complexe d'habitation et la tour a été attribué par le cardinal Francesco Barberini aux Pères Mineurs, qui se trouvaient, à partir de 1536 dans la toute proche église San Bartolomeo sur l'Île.
En 1876, la tour est devenue la propriété de la mairie de Rome, qui l'a concédé en grande partie à l'Université israélite.

## Vues

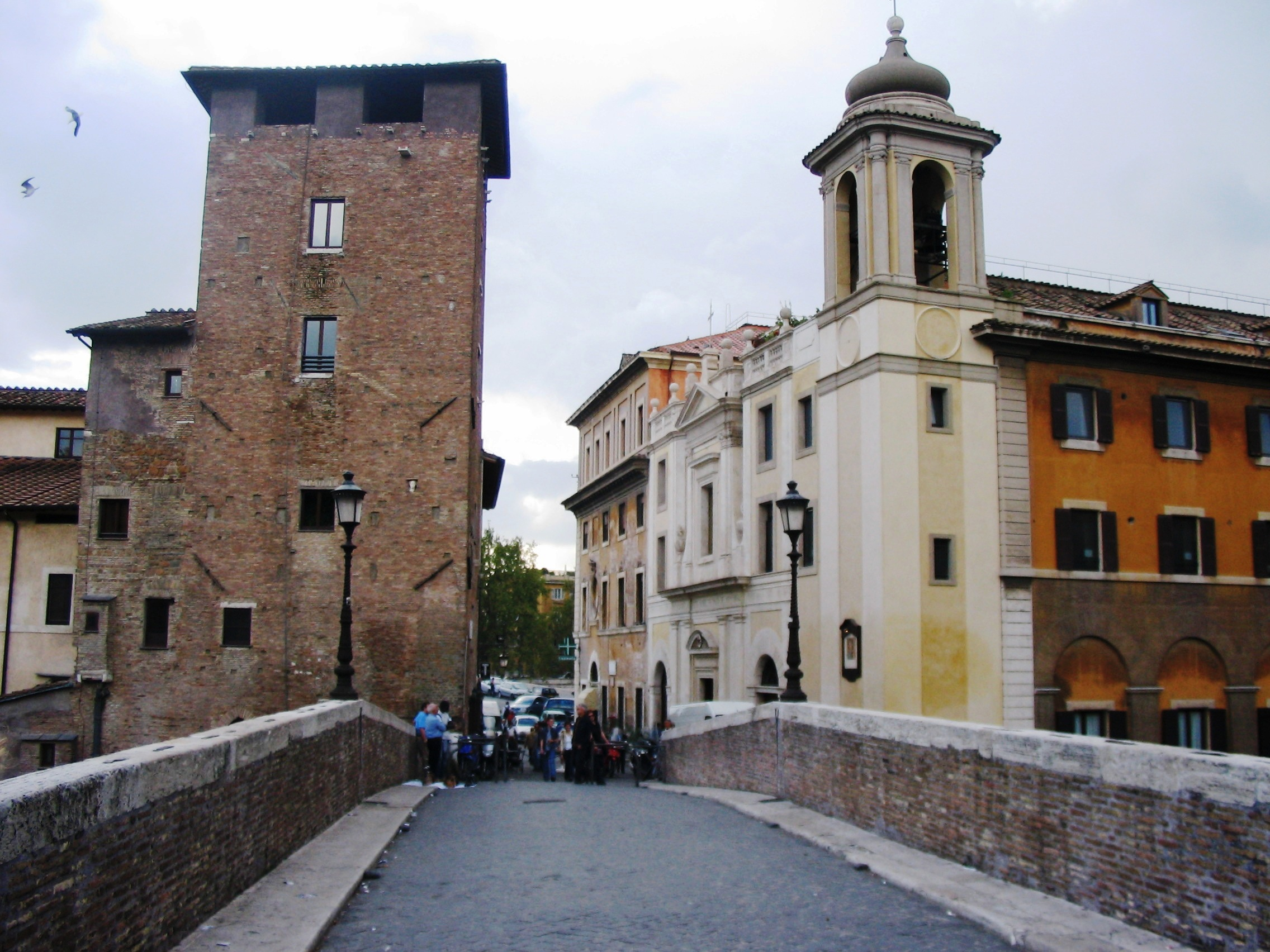
À gauche, la tour, sur l'île Tibérine.